# 段克允
段克允（1551年—？），字子明，號帶川，江西九江府湖口縣人，民籍，明朝政治人物。

## 生平
萬曆元年（1573年）癸酉科江西鄉試第九十一名舉人，十一年（1583年）中式癸未科會試第六十六名，三甲第四十三名進士。都察院觀政，授南海縣知縣，十七年（1589年）行取，升南京工部主事，二十年（1592年）升郎中，二十三年（1595年）出為高州府知府，二十五年（1597年）致仕。

## 家族
曾祖段珪；祖父段鑾，贈按察司副使；父段孟萱，壽官。前母梅氏；母崔氏。